# Сант-Катрин (Египет)
Са́нт-Катри́н (араб. سانت كاترين‎; греч. Αγία Αικατερίνη) — небольшой посёлок в провинции Южный Синай в Египте, у подножия горы Синай, известной тем, что здесь находится монастырь Святой Екатерины. Город расположен на высоте 1586 метров над уровнем моря и находится в 120 километрах от Нувейбы. В 1994 году его население составляло 4603 человека. Монастырь Святой Екатерины, находящийся рядом с посёлком, официально является объектом всемирного наследия ЮНЕСКО с 2002 года.

## История
Хотя во времена Древнего Египта Сант-Катрин ещё не существовал, на протяжении всей истории эта территория всегда была частью Египетского царства и входила в провинцию «Дешрет Рейту».
В XVI веке до нашей эры египетские фараоны построили через эту местность дорогу «Шур» в Вирсавию и далее в Иерусалим. Этот регион снабжал Египетское царство бирюзой, золотом и медью, а хорошо сохранившиеся руины шахт и храмов находятся недалеко от Санта-Катарин в Серабит-эль-Хадим и Вади-Мукаттаб, в так называемой «долине Надписей». Они включают храмы 12-й династии, посвящённые Хатхор, богине любви, музыки и красоты, а также храмы Нового царства, посвящённые Сопду, божеству Восточной пустыни.
В римскую эпоху у подножия горы Синай в III веке был основан монастырь, который по приказу императора Юстиниана между 527 и 565 годами был перестроен и стал известен как монастырь Святой Екатерины, который в будущем положил начало этому населённому пункту.

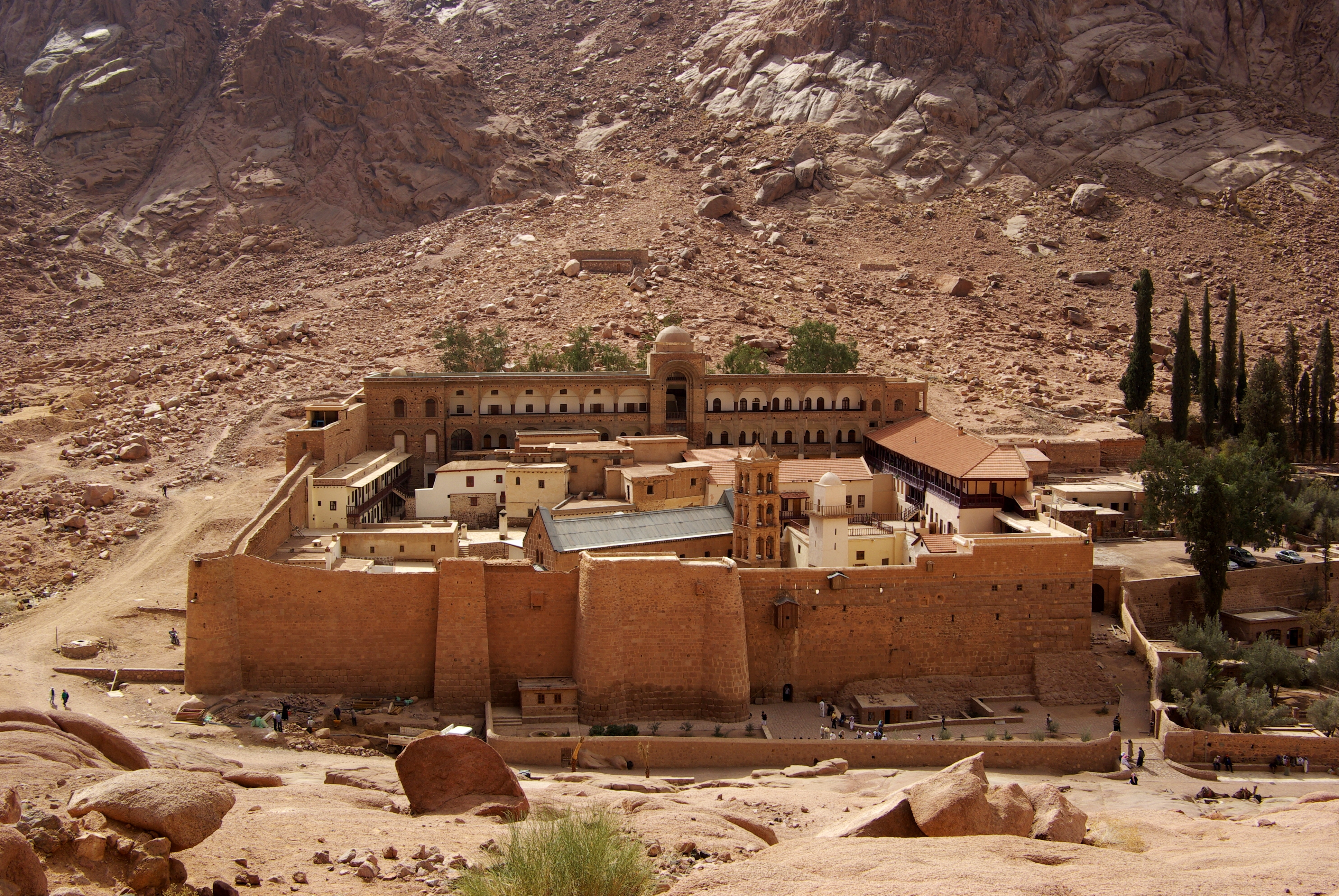
Монастырь Святой Екатерины.

Сант-Катрин один из самых молодых населённых пунктов в Египте. Здесь есть несколько общественных зданий, включая среднюю школу, больницу, полицию и пожарную часть, ряд отелей, почтовое отделение, телефонный центр, банк и другие важные учреждения.
Старейшее поселение в этом районе находилось в Вади-эль-Сибайя, к востоку от монастыря, где Юстинианом были размещены римские легионеры укомплектованные из понтийских греков, потомками которых являются бедуины племени «джабалия». Поселение начало превращаться в нормальный населённый пункт после того, как в 1980-х годах была закончена асфальтированная дорога и началась туристическая индустрия. Многие бедуины-кочевники переехали в небольшие поселения вокруг посёлка, которые в совокупности составляют саму Санта-Катарин. Районы Эль—Милга, Шамия, Раха и Наби Харун образуют ядро посёлка в конце асфальтированной дороги, где долины Вади-Эль-Арбайн, Вади-Кес, Вади-Раха, Вади-Шрайдж и Вади-Эль-Диер соединяются с долиной Вади-Шейх. В Вади-Шейхе перед посёлком есть другие поселения, в то время как долинах есть ещё и другие поселения, но поменьше.
Сант-Катрин является административным центром мухафазы Сант-Катрин, которая также включает в себя отдалённые районы. Монастырь находится в Вади-эль-Дейр, напротив Вади-Раха («Вади-Мукадас», Священная долина). До горы Синай можно добраться из монастыря или, как вариант, из Вади-эль-Арбайн, где находятся Скала Моисея и монастырь Сорока мучеников.

## География и климат
Система классификации климата Кёппена классифицирует его как пустынный климат. Здесь самые холодные ночи из всех городов Египта. Его влажность очень низкая. Самые высокие горные хребты Египта окружают посёлок множеством небольших долин, ведущих от котловины к горам во всех направлениях. Город находится на высоте 1600 метров над уровнем моря. Большая высота самого посёлка и высокие горные хребты, окружающие его, обеспечивают приятный климат с освежающими мягкими летними ночами и относительно прохладными зимними днями. В редких случаях ночи могут быть очень холодными, что иногда приводит к необходимости обогрева зданий и общественных мест. Разные источники дают разные оценки средней температуры посёлка. Сант-Катрин считается одним из самых холодных городов в Египте, наряду с Нехелем и многими другими местами, особенно в горном Синае. Нечастые снегопады в Санта-Катарин происходят в зимние месяцы декабря, января и февраля, однако снег также выпадал поздней осенью и ранней весной.
Сант-Катрин расположен у подножия Синайских гор, «крыши Египта», где находятся самые высокие горы Египта. Некоторые туристические группы, предпочитают зиму для посещения этих мест, поскольку они находят более интересным и приятным совершать походы и восхождения в таких условиях.
Посёлок также оказывает большое давление на водные ресурсы, так как грунтовые воды в долине поступают с гор. Сегодня воду приходится покупать и привозить грузовиками. По состоянию на 28 сентября 2011 года вода с Нила транспортируется в Сант-Катрин по трубопроводу, построенному с помощью Европейского союза.
| Показатель                    | Янв. | Фев. | Март | Апр. | Май  | Июнь | Июль | Авг. | Сен. | Окт. | Нояб. | Дек. | Год  |
| ----------------------------- | ---- | ---- | ---- | ---- | ---- | ---- | ---- | ---- | ---- | ---- | ----- | ---- | ---- |
| Средний суточный максимум, °C | 10,6 | 12,9 | 15,8 | 19,7 | 23,8 | 26,5 | 27,3 | 27,5 | 25,6 | 22,3 | 16,8  | 12,3 | 20,1 |
| Средняя температура, °C       | 5,5  | 7,1  | 10,0 | 13,4 | 17,0 | 20,1 | 21,4 | 21,3 | 19,3 | 16,0 | 11,3  | 7,1  | 14,1 |
| Средний суточный минимум, °C  | 0,4  | 1,3  | 4,2  | 7,2  | 10,7 | 13,7 | 15,5 | 15,2 | 13,1 | 9,7  | 5,8   | 2,0  | 8,2  |
| Норма осадков, мм             | 6    | 5    | 6    | 5    | 0    | 0    | 0    | 0    | 0    | 2    | 5     | 6    | 35   |
| Источник:                     |      |      |      |      |      |      |      |      |      |      |       |      |      |

## Религия
Сант-Катрин находится в регионе, святом для трёх основных мировых авраамических религий христианства, иудаизма и ислама. Это место, где Моисей получил Десять заповедей; место, где процветало раннее христианство, а православная монашеская традиция продолжается и по сей день; место, которое пророк Мухаммед взял под свою защиту в своем фирмане к монахам, и где люди всё ещё живут с уважением к представителям других религий. В этом районе произошло много событий, описанных в Библии, и в городе есть сотни мест религиозного значения. Здесь есть две древние церкви, а также монастырь Святой Екатерины и Скала Моисея.

## Культура и население
Традиционный народ этого района, бедуины племени джабалия, уникальный народ, потомки привезённых сюда в VI веке понтийских греков. Первоначально христиане, они вскоре после арабских завоеваний в VII веке приняли ислам и начали вступать в браки с другими представителями племён кочевников. Их культура очень похожа на культуру других бедуинов, но они сохранили некоторые уникальные черты. В отличие от других бедуинских племён, джабалия всегда занимались сельским хозяйством и были опытными садовниками, что видно по вади вокруг Сант-Катрин. Они жили и до сих пор живут в симбиотических отношениях с монастырём и его монахами, и даже сегодня многие бедуины работают с монастырём на его территории или в одном из его садов.
В городе также проживает несколько греков и русских, которые контролируют монастырь.
Холодная погода в городе, особенно зимними ночами, заставляет людей рано отапливать дома и увлекаться выращиванием растений, которые могли бы производить жидкости для обогрева.
Бедуины джабалия искусные садоводы и ремёсленники, которые веками строили сады, дома, складские помещения, плотины и другие сооружения в горах.
Используемые технологии очень похожи на византийские методы ведения хозяйства, отчасти из-за природной среды, а отчасти из-за взаимодействия между бедуинами и монастырём. На самом деле, они получают семена от монахов, чтобы можно было начинать посевную. Они выращивают овощи и фрукты в огороженных каменными стенами садах, называемых бустан или карм, освоили прививку, при которой ветвь высокоурожайного низменного сорта сажают на более устойчивый, но малоурожайный горный сорт.
Благодаря умеренному климату здесь произрастает множество видов растений и культур, таких как миндаль. Другие фрукты включают яблоки, грушы, абрикосы, персики, инжир, фисташки, финики и виноград. Грецкий орех встречается редко, но выращивается в нескольких местах. Шелковица растёт в диком виде в некоторых вади, и они принадлежат всему племени. Дикий инжир, вкусный, но маленький, растёт во многих местах. Оливки необходимы местным жителям и встречаются во многих местах. Овощи выращиваются не в таком объёме, как в прошлом, из-за меньшего количества воды. Повсюду выращивают цветы и лекарственные травы.
Сады обычно строятся на этажах в вади в главном водном русле и окружены массивными каменными стенами. Эти стены должны выдерживать регулярные внезапные наводнения, удерживать почву — так называемые подпорные стены — и защищать сад от диких животных. В ряде садов есть колодцы с водой, но эти колодцы замерзают зимой, а иногда весной и осенью. Сегодня обычно воду качают генераторы, но многие колодцы-журавли всё ещё можно увидеть. Вода часто встречается на больших высотах, либо в природных источниках, либо в колодцах, сделанных на дамбах, называемых джидда. Джабалийцы построили небольшие плотины и перекрыли каньоны, чтобы создать водохранилища. В любом случае вода направляется в небольшие каменные бассейны, называемые бирка, откуда она была доступна для орошения. Вода подавалась по узким каналам, сделанным из плоских камней, иногда на многие километры — они всё ещё видны, но сегодня сады полагаются на пластиковые трубы. Эти сады являются уникальной особенностью высокогорной местности, наряду с другими каменными и скальными сооружениями.
Бедуинские дома это простые и небольшие каменные строения с тростниковой крышей, либо встроенные в садовую стену, либо стоящие отдельно немного выше от дна вади, вдали от разрушительных внезапных наводнений, которые проносятся после редких сильных дождей. Дома часто строятся рядом с огромными валунами; естественные трещины и отверстия в них используются в качестве полок и подсвечников.
Небольшие скальные убежища и складские помещения построены под валунами и в замурованных пещерах и встречаются повсюду в горной местности. Некоторые из них являются легко заметными достопримечательностями, такими как Абу-Сейла или Фарш Руммана, но большинство из них трудно отличить от пейзажа.
Древние ловушки для леопардов можно увидеть во многих местах, либо под валунами, как в Вади Талаа, либо отдельно стоящими, как на вершине Абу-Гифа. Ловушки функционировали, помещая внутрь козла в качестве приманки, и вход был захлопнут большим камнем, когда входил леопард. На Синае больше не осталось леопардов; последний был замечен в 1980-х годах.
Во многих местах можно увидеть большие валуны с выгравированными на поверхности отметинами овальной формы. Это камни с предложениями руки и сердца, где влюбленный проводил линию вокруг своей ноги на поверхности скалы рядом с отпечатком ноги своей возлюбленной. Если две метки обведены кружком, их желание было исполнено, и они поженились. Камни желаний — это валуны, обычно расположенные недалеко от основных тропинок, с плоской вершиной. Согласно местной легенде, если бросить камешек, и он останется на вершине, желание сбудется.

## Природа
Сант-Катрин и другие близлежащие населённые пункты входят в состав национального парка Святой Екатерины, который был создан в 1988 году. Его уникальная высокогорная экосистема со многими эндемичными и редкими видами, включая самую маленькую в мире бабочку (синюю бабочку синайского батона), стаи пугливых нубийских горных козлов и сотни различных растений, имеющих лекарственную ценность. Этот регион был объявлен объектом Всемирного наследия ЮНЕСКО. Некоторые виды находятся под угрозой исчезновения, но здесь можно увидеть множество диких животных, птиц и цветов. Здесь много синайских агам, капских даманов и лис. Безвредные для людей, лисы регулярно посещают посёлок по ночам, чтобы воровать и рыться в мусоре. Капских даманов часто можно увидеть в садах, и существует широкий спектр мигрирующих из Европы и постоянных птиц. Кроме того, в горах обитает большое количество одичавших ослов, которые зимой мигрируют в регион и низменные районы (по сообщениям, до Эль-Тура) и возвращаются пастись более обильным летом. Многие из них принадлежат семьям и отмечены клеймами. Тем не менее, они оказывают большое давление на экосистему, и городской совет Санта-Катарин предпринял шаги по сокращению их численности.
Одной из главных целей национального парка является сохранение биоразнообразия хрупкой экосистемы, с акцентом на нубийском козле и диких лекарственных и ароматических растениях. Национальный парк Святой Екатерины является ещё одним крупным поставщиком рабочих мест в этом районе, хотя, согласно местным источникам, число местных бедуинов, занятых на различных профессиях, резко сократилось.
Снег является лучшим источником воды, так как он тает медленно, таким образом высвобождая воду устойчивыми темпами, лучше пополняя подводные водосборные площади. Дождевая вода быстро стекает в бесплодных горах, что может вызвать внезапные наводнения, из-за чего остаётся меньше воды.
Виды с самых высоких гор Египта обширны, и в системе вади есть много других природных достопримечательностей. Здесь есть источники, ручьи, водоёмы, узкие каньоны, крутые вади с большими валунами, скальные образования и бесплодные равнины с островками растительности. На вершинах гор есть много взаимосвязанных бассейнов с уникальной высокогорной экосистемой, где обитают самые маленькие в мире бабочки и другие редкие виды растений.
Самая высокая гора в Египте это гора Катерин, и в этом районе есть много других вершин высотой более 2000 метров над уровнем моря. До горы Катерин можно добраться через Вади-эль-Арбайн или Вади-Шак, в любом случае за целый день. Обычно маршруты походов делают круги, а ночевка происходит наверху. На вершине есть небольшая православная часовня. Монастырь построил небольшую каменный домик, где путешественники и паломники могут остановиться на ночлег в суровую холодную погоду. Обычно путешественникам предоставляются свеча и спички, но при желании их можно оставить. Есть также мётла и мусорные баки, поскольку ожидается, что люди будут убирать за собой. С вершины открывается вид на гору Синай, а в ясный день можно увидеть Шарм-эш-Шейх и Красное море.
Джебель-Аббас-Баша это ещё одна популярная вершина; отсюда можно увидеть деревни и посёлок, а также остальную часть высоких гор. До него можно добраться за один день, но если кто-то хочет остаться на закат, лучше сделать это за два дня, либо переночевав на вершине, либо в Вади Заватин или Вади Тинья у подножия горы.
Чуть дальше находится Джебель-эль-Баб, который можно посетить за два дня, но лучше включить его в трёх-четырёхдневный поход с посещением и других мест. По пути на север из Вади-Джебаля можно пройти мимо Рас-Абу-Альда, скального образования, напоминающего голову горного козла, откуда открывается вид на гору Умм-Шомар, ещё одну популярную вершину дальше, а также южные хребты. С вершин Джебель-эль-Баб и Баб-эд-Донья открывается вид на гору Тарбуш, Эт-Тур и Суэцкий залив. Под вершинами находится источник Айн-Нагила. Другие популярные вершины в этом районе включают Джебель-Ахмар, Джебель-Сербал, Джебель-Банат и Джебель-Сана.
В Вади Талаа Кибира есть много небольших прудов, протекающих под скалами, ведущих к самому большому бассейну с водой в этом районе, Галт-эль-Азрак — «Голубой бассейн». Цвет прудов меняется из-за регулярных наводнений и таяния снега приносят песок со склонов в пруды, а следующее новоднение забирает его дальше вниз и очищает пруды.
На вершине Вади-Шак-Тинья и Харазет-эш-Шак есть постоянные пруды. Вода из Вади Тинья падает в гранитный бассейн, из которого она стекает в другие пруды и падает в глубокое вади, в некоторых местах протекая под камнями, а в других местах выходя на поверхность. Вода в верхнем бассейне достаточно чистая, чтобы её можно было пить.
В начале Вади-Шак есть узкий каньон, где есть постоянные гранитные водоёмы, из которых вода исчезает в песчаном дне в одном месте и появляется снова только перед концом вади.
Вода стекает со скалы в двойной фонтан в Вади Тубук. Нижний фонтан предназначен для животных, местные жители пьют из верхнего. Вади Тубук также является домом для 1000-летнего тутового дерева, которое охраняется племенным законом. Из Вади Тубук можно спуститься в Сид-Дауд — узкую крутую тропинку, ведущую через небольшие пещеры под валунами.

## Достопримечательности

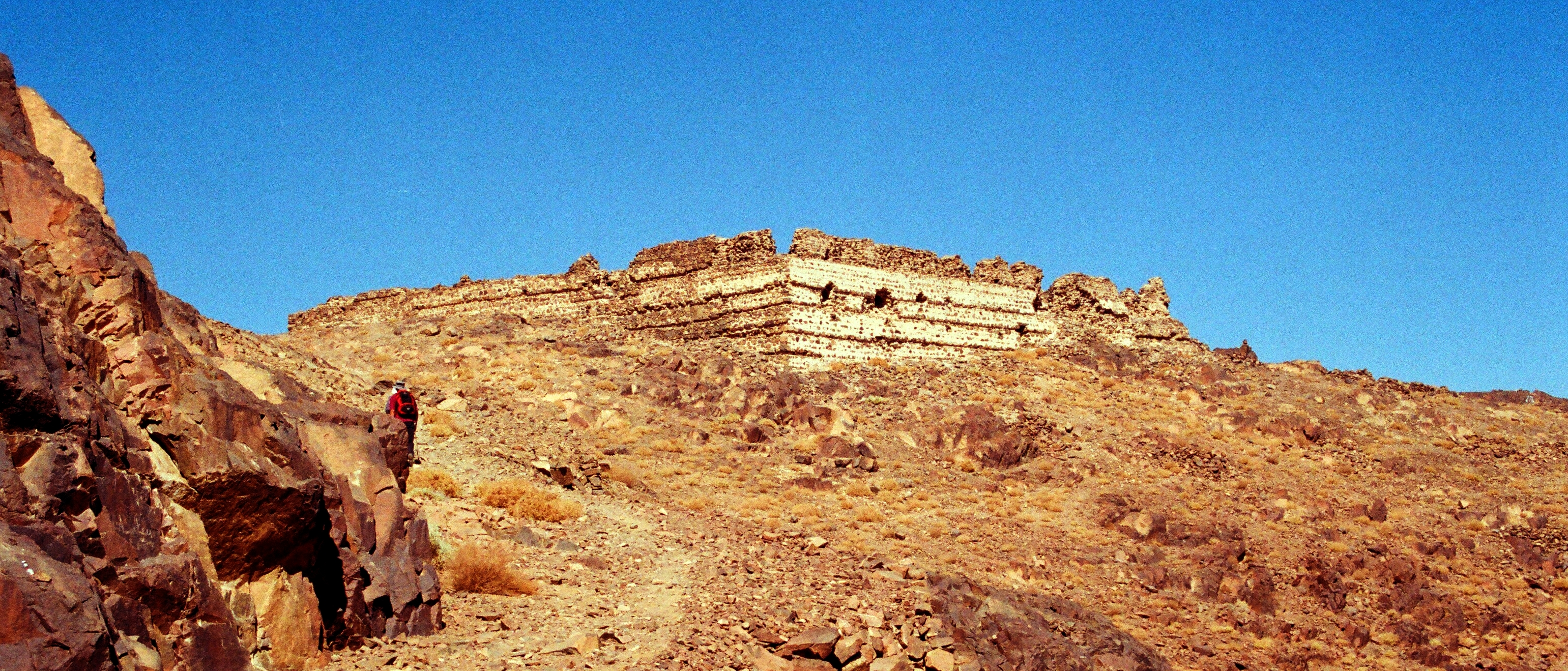
Недостроенный дворец на вершине Джебель-Аббаш-Баши.

В то время как основными туристическими достопримечательностями являются монастырь Святой Екатерины и гора Синай, в этом районе есть и другие популярные достопримечательности.
Одной из главных исторических достопримечательностей в этом районе является дворец Аббаса I, вали и хедива Египта и Судана между 1849 и 1854 годами. Дворец был построен на горе, которая в то время называлась Джебель-Тинья, но позже была названа в его честь и сегодня называется Джебель-Аббас-Баша. Дворец так и не был достроен, поскольку он умер до того, как он был достроен, но массивные стены толщиной 2 метра, сложенные из гранитных блоков и гранитно-песчаных кирпичей, все ещё прочно стоят. Открытый карьер на вершине Джебель-Сомра, прямо напротив Джебель-Аббас-Баши, всё ещё виден со множеством огромных блоков, лежащих вокруг. Другие блоки были вырезаны из Вади Заватин, в начале подъёма ко дворцу. Кирпичи были изготовлены на месте, в то время как строительный раствор, приготовленный из извести и воды, обжигался в печах в окружающих долинах. Чтобы иметь возможность выполнять эту работу, сначала была построена дорога, доступная для верблюдов и ослов, чтобы транспортировать припасы. Дорога, начинающаяся в Абу-Джифе и проходящая через Вади Тубук и Вади Заватин, используется до сих пор.
Сын и преемник великого реформатора Мухаммеда Али-паши (1805—1848 годы), Аббас-паша во многом был его противоположностью. Он испытывал «стойкое недоверие к иностранцам [и] решительно выступал против многих вдохновленных Западом перемен, введённых его отцом Мохаммедом Али-пашой, и его помнят как традиционалиста и реакционера, который отменил многие модернизационные реформы своего деда. Его скрытный и подозрительный характер вызвал много спекуляций по поводу его смерти; неизвестно, был ли он убит или умер от инсульта».
Аббас-паша страдал туберкулезом, поэтому одной из причин, по которой он хотел построить свой дворец в высоких горах, была медицинская. С другой стороны, он любил уединённый образ жизни и имел другие отдалённые дворцы. Согласно традициям, он выбрал это место после того, как положил мясо на вершину горы Синай, горы Екатерина и горы Тинья, и именно здесь, на первой, мясо сгнило позже, что говорит о лучшей окружающей среде и более чистом воздухе. Другой рассказ напоминает, что эта история на самом деле была выдумана монахами, чтобы держать его подальше от святых мест. В любом случае, его выбор был бы так же хорош с великолепным видом из дворца на Синайский хребет.
Хотя Аббаса «больше всего помнят за освобождение феллахов и строительство железнодорожной линии Каир—Александрия в 1851 году», он «оказал значительное влияние на окрестности Санта-Катарин. Помимо строительства дворца на вершине горы, он заказал строительство верблюжьей тропы на гору Синай и казарм Аскара на пути к монастырю, который сейчас лежит в руинах».
В этом районе есть сотни руин византийских монастырей, церквей и монастырских поселений, некоторые из них не намного больше, чем груда камней, а другие трудно отличить от бедуинских зданий, но есть несколько очень хорошо сохранившихся. Многие из них можно найти в широком и открытом районе Бустан-эль-Бирка, доступном из поселений Абу-Сейла и Абу-Зайтуна, в том числе церкви, дома на холмах с видом на сады на дне вади, другие здания и кельи отшельников под скалами. Они являются одними из наиболее хорошо сохранившихся, и до них можно легко добраться из посёлка.
В Вади Шрайдж есть изящная маленькая церковь в очень хорошем состоянии, проходящая мимо других несколько более разрушенных византийских зданий. Дальше от церкви есть ещё руины, некоторые из которых относятся к набатейской эпохе (около 300 года до н. э. — 100 года н. э.).
В Вади Матхар (Вади Шак) есть келья отшельника под огромным валуном, и останки монахов, умерших там столетия назад, всё ещё находятся в замурованной камере. Дальше находится хорошо сохранившееся монастырское поселение с домами и круглым зданием, которое, возможно, было складским помещением.
Византийские навами, круглые каменные гробницы, найдены во многих местах, например, в начале Вади Джебал или в Вади Матар. На полпути в Вади-Джебаль находится римский колодец, а дальше — хорошо сохранившаяся византийская церковь рядом с обнесённым стеной садом и источником. У источника Айн-Нагила, у подножия горы Джебель-эль-Баб, есть ещё одна церковь. Руины других поселений и зданий можно найти в Вади-Тинья, Вади-Шак-Тинья, Фарш-Абу-Махашур и многих других местах.
Строительная техника бедуинов заимствована у ромейских поселенцев, поэтому часто бывает трудно отличить строения друг от друга. Кроме того, бедуины часто использовали руины в более поздние времена. Однако есть красноречивые улики той эпохи — византийские здания были разбросаны близко друг к другу в небольших поселениях, а круглые здания, скорее всего, относятся к ромейскому периоду. В то время как у бедуинов есть складские помещения, построенные под камнями, они были бы слишком низкими, чтобы отшельники могли молиться в вертикальном положении, стоя на коленях. Закругленные стены, ниши и полки, а также крошечные двери типичны для византийских каменных жилищ. Камни укладывались без раствора, а крыши часто отсутствовали. Также можно найти следы древних водопроводных систем или трубопроводов, которые использовались для направления дождевой воды в поселение для каждодневных потребностей и для орошения садов. Типичные для византийской эпохи водоводы или каналы направляли горные дожди в цистерны или бассейны. Водоводы были построены с использованием естественных дренажных линий в граните и путём цементирования плоских камней натуральным раствором. Считается, что открытые дворики служили местом для встреч гостей и приготовления пищи.
Чуть дальше, в Серабит аль-Хадим, находятся древние бирюзовые рудники и храмы фараонов 12-й династии, посвященные Хатхор, богине любви, музыки и красоты, а также храмы Нового царства, посвященные Сопду, божеству Восточной пустыни. До него можно добраться из Вади Фейран через Вади Мукаттаб «Долина надписей».
Недалеко от оазиса Айн-Худра находится массивный навами, а также скала с надписями фараонов. Она находится недалеко от главной дороги в Дахаб, но не стоит пытаться найти её самостоятельно. Гидов, вероятно, можно найти в Айн-Ходре, или в Санта-Катарин можно организовать сафари, включающее эту достопримечательность.
Голубую пустыню (Голубую гору) можно увидеть прямо перед тем, как добраться до Санта-Катарин слева в широком открытом вади. Анвар Садат, который любил этот район и имел дом в Санта-Катарин, заплатив своей жизнью за этот переезд. Экспозиция была создана бельгийским художником Жаном Вераме в 1980-81 годах, который раскрасил многие валуны на площади около 15 км² и холм в синий цвет. С воздуха он выглядит как голубь мира. Популярная однодневная поездка из города обычно сопровождается вечерним костром и музыкой вокруг него, что добавляет немного синего цвета к красному закату.
Помимо множества религиозных мест, расположенных вокруг монастыря Святой Екатерины, на вершине горы Синай и в Джебель-Сафсафе, в этом районе и немного дальше есть много других церквей, монастырей и святых мест.

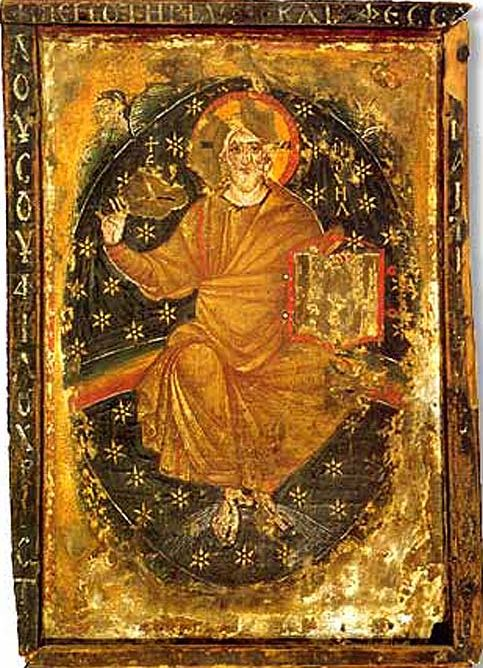
Ветхий денми (Икона из монастыря Святой Екатерины).

Часовня Святой Екатерины находится на вершине горы Катерин, горы, где, согласно христианской традиции, Ангелы поместили тело Святой из Александрии. Святая, родившаяся как Доротея в 294 году нашей эры, получила образование в языческих-философских школах, но приняла христианство, а позже отказалась выходить замуж за нечестивого язычника императора, за что тот приказал казнить её. Её тело исчезло, но примерно три столетия спустя монахи, ведомые вещим сном, нашли его на горе. Его снесли вниз и поместили в золотой ларец в монастыре Юстениана, который с XI века стал известен как монастырь Святой Екатерины.
Монастырь Святой Екатерины был действующим монастырём с момента его создания в IV веке и по сей день. Здесь находится одна из самых религиозных и исторически значимых библиотек во всём мире, уступающая только библиотеке Ватикана. Будучи религиозно важным для христиан, евреев и мусульман этот район ежегодно посещает около 100 000 посетителей, и, по прогнозам, каждый год их будет больше. В то время как борьба за ограничение доступа и часов посещения мало что сделала для сохранения уединения монахов, она также обеспечила определенную защиту во время политических потрясений в Египте.
Скала Моисея в Вади-эль-Арбайн, из которой Пророк Моисей черпал воду, является святым местом для всех крупных монотеистических религий: иудаизма, христианства и ислама. Там есть двенадцать расщелин, которые представляют двенадцать источников, упомянутых в книге Исход как скала, которая поддерживала сынов Израилевых (10:4). Рядом с ним находится небольшая православная часовня. По словам швейцарского востоковеда Иоганна Людвига Буркхардта, бедуины племени джабалия верят, что «если заставить [самок верблюдов] присесть на корточки перед скалой […], верблюдицы станут плодовитыми и будут давать больше молока». В обнесённом стеной комплексе также есть бедуинская скала для предложения руки и сердца.
Монастырь Сорока мучеников в Вади-эль-Арбайн был построен в VI веке в честь сорока христианских мучеников, погибших в Себасте (южная Анатолия). Монахи рассказывают, что сорока христианским солдатам из римской армии в III веке было приказано поклоняться языческим идолам. Они отказались и были приговорены к смерти, подвергшись ночью воздействию пронизывающих холодных ветров с замерзшего озера. Те, кто дожил до утра, были убиты мечом. На территории этого монастыря находится часовня, посвящённая отшельнику Святому Онуфрию. Выходец из Верхнего Египта, он, как говорили, прожил семьдесят лет в каменном убежище в северной части сада, пока не умер в 390 году нашей эры.
Монастырь Космы и Дамиана в Вади-Талаа назван в честь братьев-мучеников, которые были врачами и бесплатно лечили местных жителей в III веке нашей эры. В монастырском саду, за которым ухаживает бедуинская семья, есть длинная оливковая роща, несколько высоких кипарисов, а также другие фруктовые деревья и овощи. Ниже по вади есть ещё сады, принадлежащие монастырю.
Часовня Святого Иоанна Лествичника была построена в 1979 году в Вади-Итла в память о деятельности Иоанна в VI веке. Святой провёл сорок лет в уединении в пещере над существующей часовней. «За это время Климакоса избрали настоятелем Синайского монастыря и попросили написать духовное руководство. Он составил Скрижали духовные, которые сравнивают духовную жизнь с лестницей, виденной Патриархом Иаковом, простирающейся от земли до небес (Быт. 28:12—17)». Согласно книге «лествица» состоит из 30 ступеней, каждая ступень соответствует духовной добродетели. Через тишину и уединение отшельники и монахи стремились подняться по божественной лествице. Первая ступень предписывает отречение от всех земных уз, а следующие 14 относятся к человеческим порокам, таким как болтливость, гнев, уныние и нечестность. Последние 15 ступеней относятся к добродетелям, включая кротость, простоту, молитву, святое спокойствие и смирение. Венцом добродетели является любовь.

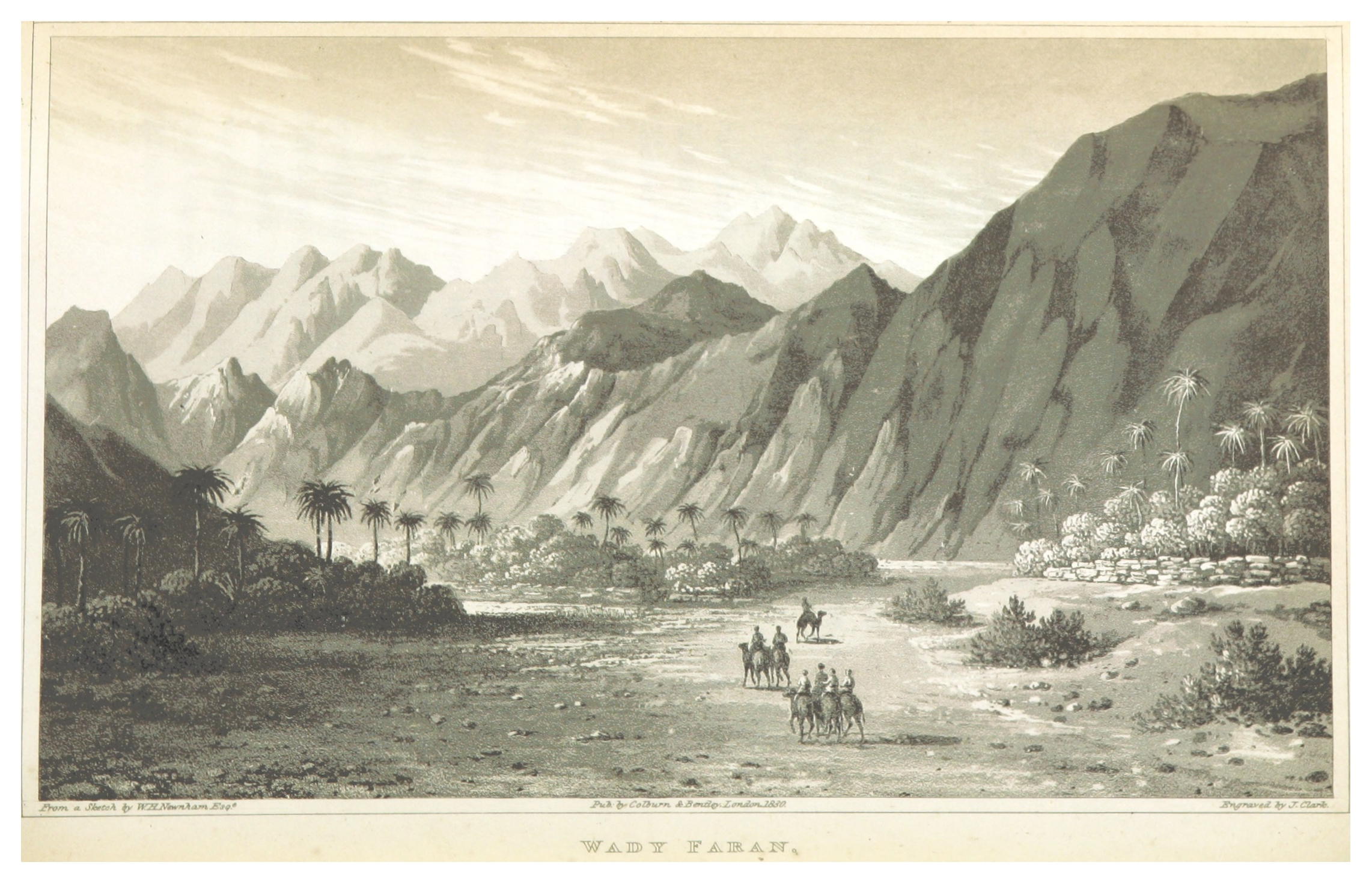
Оазис Вади Фаран, около 1830 года.

Монастырь Вади Фаран с его часовней, посвященной Пророку Моисею, находится примерно в 60 километрах от Санта-Катарин. Вади упоминается в Книге Бытия (Быт. 21:21) «как место, где жила Агарь со своим сыном после того, как Авраам отослал её». Ещё в VII веке Фаран был городом и важным христианским центром со своим епископом.
Монастырь Эт-Тур был построен императором Юстинианом в важном портовом городе, который был раннехристианским центром с III века нашей эры. Сегодня он лежит в руинах, но в городе есть новый монастырь, а также церковь и гостевой дом. Считается, что источник Моисея обладает лечебными свойствами.
Другими важными монастырями в регионе являются монастырь Рамхан к югу от горы Катерин, монастырь Ходра недалеко от оазиса Айн-Ходра и несколько небольших разрушенных монастырей и церквей. Большинство наиболее хорошо сохранившихся мест находятся недалеко от Санта-Катарин в Вади-Шрайдж, Вади-Аншель, Бустан-эль-Бирка, Вади-Абу-Зайтуна, а также в высокогорьях, таких как Айн-Нагила и Вади-Джебаль.
Места, важные для местных жителей, включают могилы местных святых, таких как гробница Аарона и гробница Неби-Салаха в главном вади (Вади Шейх) перед тем, как добраться до города, или Шейх Авад и Шейх Ахмед в горах. Некоторые бедуины собираются у этих гробниц, чтобы отпраздновать «Зуара», в то время как другие считают практику «бидаа» или просто новшеством и несовместимым с исламом. (На самом деле, большая часть так называемого бидаа предшествует исламу и является скорее пережитком традиций, чем новшеством.) Зуара, также известная как День Шейха или Мулид, «совершается большинством синайских племён у гробниц шейхов или в близлежащих убежищах, называемых макад, когда бедуин или группа бедуинов хотят попросить шейха вмешаться в дела Аллаха от их имени. Зуара — это общее название для любой деятельности такого рода. В дополнение к Мулиду бедуины часто практикуют Зуару на еженедельной основе. Больные бедуины или их родственники, беременные матери, желающие здоровых детей, или люди, ищущие хорошего урожая, идут к могиле. […] До войны 1956 года на Синае племя „джабалия“ и „аулед-саид“ проводили общий мулид (ежегодную Зуару) у гробницы Неби-Салеха; однако война вынудила их проводить церемонии в разных местах; но племена, по-видимому, всё ещё близки. Теперь джабалия идут к могиле Аарона дальше по дороге, а Аулед-Саид идут к могиле Неби Салаха. Оба приходят туда на 8-м месяце. Племена гараша и савала также отправляются на могилу Неби-Салаха для своего Мулида, но на 7-м месяце». Некоторые представители племени джабалия собираются у могилы шейха Авада на второй день Курбан-байрам, «Праздника жертвоприношения».